# Newport Center
Newport Center – jednostka osadnicza w Stanach Zjednoczonych, w stanie Vermont, w hrabstwie Orleans.